# Ӷ
Ӷ, ӷ (Г с нижним выносным элементом) — буква расширенной кириллицы. Используется в кетском языке, где в алфавите является пятой по счёту и обозначает звук [ɢ~ʁ], и в нивхском языке, где также является 5-й буквой алфавита и используется для обозначения увулярного [ɢ], звонкой пары к [q], обозначаемой буквой Қ. Ӷ — 6-я буква в алеутском алфавите беринговского диалекта.
В абхазском языке занимает седьмое место в алфавите и обозначает согласный звук [ɣ~ʁ]. Ранее вместо неё использовалась буква Ҕ. Также в алфавите присутствуют диграфы Ӷь и Ӷә, обозначающие палатализованный и лабиализованный варианты звука соответственно.